# Ken'ichi Shimokawa
Ken'ichi Shimokawa (下川 健一?, Shimokawa Ken'ichi; Gifu, 14 maggio 1970) è un ex calciatore giapponese, di ruolo portiere.